# Holumnica
Holumnica (polsky Łomnica Krucza, maďarsky Hollólomnic, německy Hollomnitz) je obec na Slovensku v okrese Kežmarok. Žije zde 925 obyvatel. První písemná zmínka o obci pochází z roku 1293.
V obci je římskokatolický kostel sv. Kateřiny a Evangelický kostel.

## Pamětihodnosti
- Holumnický hrad, zřícenina, národní kulturní památka[3]
- Kaštel Holumnica, opuštěný zámeček, národní kulturní památka[3][4]
- Evangelický kostel, národní kulturní památka[3]